# Ölfusárbrú
Ölfusárbrú är en hängbro över älven Ölfusá i Selfoss på Island.
Den första bron på platsen var Islands längsta när den byggdes år 1891. Den förstördes i september 1944 när en av bärkablarna brast på grund av överbelastning när två lastbilar körde över bron samtidigt.   
Den förstörda hängbron ersattes av en ny, 84 meter lång bro av samma typ, som byggdes på bara fem och en halv månad. Den gamla bron reparerades provisoriskt så att den kunde användas under byggnadstiden.
En ny snedkabelbro med två 56 meter höga pyloner är under byggnad. Den kommer att bli 305 meter lång med ett längsta spann på 150 meter och beräknas vara klar år 2026.
Bron, som beräknas kosta 6 miljarder isländska kronor att bygga, kommer att beläggas med 
vägtullar medan det blir gratis att köra över den befintliga bron.